# Azulejos, un polígrafo y un paquete por correo
Azulejos, un polígrafo y un paquete por correo fue el tercer episodio de la primera temporada de la serie de televisión La que se avecina. Su primer pase en televisión fue en Telecinco el 6 de mayo de 2007, estrenándose con un 19,4% de cuota de pantalla y 3.061.000 espectadores.

## Argumento
Doña Charo se carga unos azulejos con una taladradora porque tiene envidia que su yerno sea el único que puede hacer bricolaje en su casa. Enrique y Araceli piensan que sería buena idea ir a preguntar a Eric si la constructora tiene azulejos. Raquel de la constructora que está últimamente paranoica debido a la mala racha al trabajar en la empresa, pide a sus empleados que se esfuercen un poco más, especialmente a Joaquín. En un principio no se lo pueden dar, pero le dan pena y al final se los acaba dando. Maite les descubre hablando y saliendo del cuarto de basuras.
El padre de Javi, Vicente, se compra una vagina a pilas en la Tele Tienda y con mala suerte va a parar a casa de Javi, aunque lo recibe Lola, la mujer de Javi, y pone en peligro su matrimonio.
Después, Maxi roban de un programa de televisión un polígrafo para dar verdad o mentira a todos los sucesos que están ocurriendo en la comunidad, como por ejemplo, que si Cristina es prostituta, que si Vicente compró una vagina a pilas o que si la familia Pastor robó azulejos de la constructora.

## Personajes

### Principal y episódicos
| Actor                   | Personaje               |
| ----------------------- | ----------------------- |
| Malena Alterio          | Cristina Aguilera       |
| Fabio Arcidiácono       | Fabio Sabatani          |
| Ricardo Arroyo          | Vicente Maroto          |
| Mariví Bilbao           | Izaskun Sagastume       |
| Carlota Boza            | Carlota Rivas           |
| Fernando Boza           | Nano Rivas              |
| Beatriz Carvajal        | Goya Gutiérrez          |
| Pablo Chiapella         | Amador Rivas            |
| Adrià Collado           | Sergio Arias            |
| Gemma Cuervo            | Mari Tere Valverde      |
| Rodrigo Espinar         | Rodrigo Rivas           |
| Eduardo García Martínez | Fran Pastor             |
| José Luis Gil           | Enrique Pastor          |
| Eduardo Gómez Manzano   | Máximo Angulo           |
| Macarena Gómez          | Lola Trujillo           |
| Elio González           | Eric Cortés             |
| Nacho Guerreros         | Coque Calatrava         |
| Eva Isanta              | Maite Figueroa          |
| Sofía Nieto             | Sandra Espinosa         |
| Isabel Ordaz            | Araceli Madariaga       |
| Guillermo Ortega        | Joaquín Arias           |
| Antonio Pagudo          | Javier Maroto           |
| Emma Penella            | Doña Charo de la Vega   |
| Vanesa Romero           | Raquel Villanueva       |
| Roberto San Martín      | Silvio Ramírez          |
| Jordi Sánchez           | Antonio Recio           |
| Luis Miguel Seguí       | Leonardo Romaní         |
| Nathalie Seseña         | Berta Escobar           |
| Mamen García            | Pitonisa.               |
| Pep Guinyol             | Jose Luis San Cristóbal |